# Leo Boccardi
Leo Boccardi (* 15. dubna 1953 San Martino in Pensilis) je italský římskokatolický duchovní, arcibiskup a bývalý diplomat.

## Život
Narodil se 15. dubna 1953 v San Martino in Pensilis.
Vstoupil do kněžského semináře a po teologickém studiu byl 24. června 1979 papežem Janem Pavlem II. vysvěcen na kněze a inkardinován do diecéze Larino. Následně se věnoval dalšímu studiu teologie a diplomacie na Papežské církevní akademii. Dne 13. června 1987 vstoupil do diplomatických služeb Svatého stolce.
Působil na apoštolských nunciaturách v Ugandě, Papuy Nové Guiney a v Belgii. Následně přešel do sekce pro vztahy se státy Státního sekretariátu. Dne 17. března 2001 jej papež Jan Pavel II. jmenoval stálým pozorovatelem při Úřadovně OSN ve Vídni, při Organizaci OSN pro průmyslový rozvoj, Mezinárodní agentuře pro atomovou energii a při Organizaci pro bezpečnost a spolupráci v Evropě.
Dne 16. ledna 2007 byl papežem Benediktem XVI. ustanoven apoštolským nunciem v Súdánu a titulárním arcibiskupem z Bitetta. Biskupské svěcení přijal 18. března z rukou kardinála Tarcisia Bertone a spolusvětiteli byli arcibiskup Dominique Mamberti a biskup Gianfranco De Luca. Dne 30. ledna mu byla přidána nunciatura v Eritreji.
Dne 11. července 2013 byl převeden na nunciaturu v Íránu a 11. března 2021 v Japonsku. Dne 1. září 2023 přijal papež František jeho rezignaci na post apoštolského nuncia.